# Entodon brevisetus
Entodon brevisetus là một loài Rêu trong họ Entodontaceae. Loài này được (Hook. & Wilson) Lindb. mô tả khoa học đầu tiên năm 1872.